# Xã Crooks, Quận Renville, Minnesota
Xã Crooks (tiếng Anh: Crooks Township) là một xã thuộc quận Renville, tiểu bang Minnesota, Hoa Kỳ. Năm 2010, dân số của xã này là 191 người.